# Diocesi di Medianas degli Zabunii
La diocesi di Medianas degli Zabunii (in latino: Dioecesis Medianensis Zabuniorum) è una sede soppressa e sede titolare della Chiesa cattolica.

## Storia
Medianas degli Zabunii, identificabile con Medjana nell'odierna Algeria, è un'antica sede episcopale della provincia romana della Mauritania Sitifense.
Unico vescovo conosciuto è il donatista Donato, che prese parte alla conferenza di Cartagine del 411, che vide riuniti assieme i vescovi cattolici e donatisti dell'Africa romana. Dagli Atti della conferenza si evince che Il vescovo cattolico non era presente in quanto deceduto da poco tempo, e la sua sede era amministrata dal vescovo Novato di Sitifi.
Dal 1933 Medianas degli Zabunii è annoverata tra le sedi vescovili titolari della Chiesa cattolica; dal 28 ottobre 2021 il vescovo titolare è Fernando Francisco, vescovo ausiliare di Luanda.

## Cronotassi

### Vescovi residenti
- Donato † (menzionato nel 411) (vescovo donatista)

### Vescovi titolari
- Pablo Alfonso Jourdán Alvariza (24 luglio 2018 - 15 settembre 2021 nominato vescovo di Melo)
- Fernando Francisco, dal 28 ottobre 2021